# Schoolkrant
Een schoolkrant is een tijdschrift dat op reguliere basis uitgegeven wordt door een school.
Een schoolkrant kan worden gemaakt door en voor de leerlingen. Vaak speelt de mening van de schoolleiding (op de achtergrond) eveneens een rol, maar tegenwoordig hebben schoolkranten soms ook redactionele vrijheid. Vroeger werd de schoolkrant vaak gestencild.
De oudste schoolkrant voor zover bekend in Nederland is de Janus van het Johan de Witt-gymnasium uit 1914, die in het archief ligt.